# Heterlimnius crynophilus
Heterlimnius crynophilus är en skalbaggsart som beskrevs av Musgrave. Heterlimnius crynophilus ingår i släktet Heterlimnius och familjen bäckbaggar. Inga underarter finns listade i Catalogue of Life.